# Die Schule der Frauen (André Gide)
Die Schule der Frauen ist eine Erzählung von André Gide, die 1929 unter dem Titel L’École des femmes in der Éditions Gallimard/Paris erschien. Zusammen mit den beiden Erzählungen Robert und Geneviève, erschienen 1930 sowie 1936 ebenfalls bei Gallimard, gilt das Werk als Trilogie.
Erzählt wird, wie sich Éveline und ihre Tochter Geneviève von Robert, dem autoritären Haupt dieser gutbürgerlichen Familie, emanzipieren.

## Struktur und Form
Hier werden Fiktionen in der Fiktion aufgeführt. Gemeint sind damit die kunstvoll verschränkten Erfindungen des Autors bei dem Entwurf seines dreiteiligen Prosawerkes. Im zweiten und auch im dritten Text wird Monsieur Gide, der gleichsam als „Herausgeber“ fungiert, von den beiden Schreibern direkt angesprochen. Der erste Text wurde ebenfalls an Gide zur Publikation übergeben. Diese letztgenannte Tatsache allerdings wird dem Leser erst während der Lektüre, spätestens zu Anfang des dritten Textes, bewusst. Überhaupt spielt in der Trilogie das Verheimlichen, Hinauszögern und Andeuten eine große Rolle. In allen drei Texten erzählen die Schreiber, das sind im ersten Éveline, im zweiten Robert und im dritten Geneviève, hauptsächlich über sich selbst. Es handelt sich um Lebensbeschreibungen, die von Lebenserfahrungen erzählen. Zudem möchte Geneviève junge Mädchen warnen, sie „gegen Illusionen“ feien. Doch im Grunde kreisen alle drei Erzählungen um eine Person, die in den drei Titeln nicht genannt ist: Éveline. Jede der Erzählungen bricht mit dem Tod Évelines ab.
Die Schule der Frauen enthält Tagebuch-Eintragungen Évelines aus der Zeit vom 7. Oktober bis zum 23. November 1894 und vom 2. bis 24. Juli 1914 sowie einen Nachtrag aus dem Jahr 1916. Éveline starb am 12. Oktober 1916, nachdem „sie fünf Monate lang infektiöse Kranke gepflegt hatte“. Gide bekam die „Maschinenabschrift“ am 1. August 1928 von Évelines Tochter Geneviève zur Publikation zur Verfügung gestellt. Geneviève bekennt mehrfach, wie sie die Mutter verehre.
Robert ist die briefliche Antwort an die Adresse von Monsieur Gide aus der Feder von Évelines Ehemann Robert auf die Veröffentlichung der Schule der Frauen.
Geneviève, „der dritte Flügel des Triptychons“, ist der Anfang eines Berichts, einer „Neuen Schule der Frauen“, verfasst von der aufbegehrenden Tochter des Ehepaares. Geneviève bescheinigt ihrem Vater, „daß er keine Gewalt über“ sie habe und will ihm nicht gehorchen.
Éric Marty geht in seinem Nachwort zu der Trilogie auf die Gratwanderung Gides ein. Einerseits gelingt es dem Autor, jedem der drei Schreiber „eine Stimme zu verleihen“, aber andererseits ist mit Gides „klassischer Schreibweise“ das Werk des „Kunstschaffenden“ unübersehbar.

## Dr. Marchand
Die Trilogie gehört zu den literarischen Texten, die sich dem Leser frühestens beim zweiten Durchlesen erschließen. Und selbst bei wiederholter Lektüre bleibt manches offen. Das wird z. B. an der Figur des Mediziners Doktor Marchand, eines Freundes von Robert, deutlich. Zwar wird der Arzt sowohl von Éveline als auch darauf von Robert mehrfach genannt, doch erst am Ende der letzten Erzählung der Trilogie – Geneviève – dämmert dem Leser, dass Marchand hinter der Ehekrise, dem Hauptthema, stecken könnte. Aber – wie gesagt – nichts ist sicher.

## Handlung

### Die Schule der Frauen
Ein halbes Jahr, nachdem sich Éveline und Robert kennengelernt haben, vereinbaren sie, jeder für sich ein Tagebuch zu schreiben. Die Bedingung ist: Der andere darf das Geschriebene nicht lesen. Éveline schreibt das Tagebuch ihrer Liebe zu Robert. Das ist die vorliegende Erzählung Die Schule der Frauen. Eigentlich wollte Éveline als Krankenwärterin oder Armenfürsorgerin tätig sein. Die Eltern aber sehen es lieber, wenn sich das junge Mädchen, das sich weder hübsch noch geistreich findet, als Pianistin versucht. Robert, der sich mehr für Malerei interessiert, scheint der ideale Partner. Sein einziger Fehler ist, dass Musik ihn kalt lässt. Kleinere Fehler entdeckt Éveline wohl an ihrem Bräutigam Robert. Aber über diese – z. B. seine Wortklauberei – vermag sie hinwegzugehen. Am Beispiel der lieben Eltern und am Beispiel ihrer Freundin Yvonne konstatiert Éveline die Zwietracht in manchen Ehen wohl. Éveline weiß genau, dass sie sich mit der Heirat in die Abhängigkeit Roberts begibt. Ihr Vater ist instinktiv gegen die Verbindung, doch Eveline ist so frei, die Knechtschaft Ehe zu wählen. Ein außerordentliches Vorkommnis veranlasst Éveline, das Tagebuchschreiben abzubrechen. Robert erreicht es, entgegen der Abmachung ihr Tagebuch doch zu lesen. Darauf stellt sich heraus, dass er seinerseits keine Zeile geschrieben hat.
Zwanzig Jahre danach, kurz vor Ausbruch des Ersten Weltkrieges, greift Éveline freilich wieder zur Feder. Sie will den „selbstgefälligen“ Robert verlassen. Éveline muss feststellen, dass Robert sich nicht verändert hat, wohl aber sie selbst. Éveline durchschaut den Gatten, diesen „Hampelmann“, der sich selbstbetrügerisch Gefühle einbildet. Sie sieht sich „als sein Anhängsel“ und verachtet ihn als Charakter, der andere ausnutzt. Leider hat Éveline die „Armseligkeit“ Roberts, der ihr „Theater“ vorspielt, nicht rechtzeitig erkannt. Zwei Kinder gingen aus der Beziehung hervor – Geneviève und der ein Jahr jüngere Gustave. Das Selbstwertgefühl hat Éveline sich erhalten. Sie behauptet, Geneviève liebe den Vater nicht. Robert schluchzt, als Éveline ihm gesteht, sie wolle ihn verlassen.
Zwei Jahre später, im Jahr 1916, macht Éveline noch eine Notiz. Robert hatte sich an der Front vor Verdun als Held aufgespielt, war dafür dekoriert worden und hatte sich anschließend in die Etappe verzogen. Angewidert geht Éveline Robert aus den Augen und nimmt den Dienst in einem Lazarett auf.

### Robert
Geneviève nennt das Schreiben des Vaters eine „Verteidigungsschrift“, ein „Plädoyer“. Dem Vater selber bescheinigt die Tochter „sicheres Auftreten“, „schwachen Willen“, Heucheln religiöser Gefühle und Talentlosigkeit. Seine „Arbeit“ bestehe aus Bücklingen, die er mache.
Robert schreibt 13 Jahre nach dem Tod seiner Frau Éveline an Gide zu dem Zeitpunkt, als er sich wieder verheiraten möchte. Die Heiratsabsicht verrät er nur in einem einzigen Satz am Rande. Der Leser erfährt nicht, wer die Auserkorene ist.
Roberts Brief an Gide ist kein Rückblick im Zorn. Im Gegenteil, Robert hat Éveline längst verziehen, beteuert seine Liebe zu ihr und ist immer noch überzeugt, sie sei besser als er gewesen. Trotzdem muss er einiges zu seiner Person klarstellen. Hat ihn doch Éveline in ihren Aufzeichnungen als „eitel und bedeutungslos“ hingestellt. Also plaudert Robert aus seinem Leben. Doch die Rede kommt immer wieder auf die beiden Frauen, auf Évelines „Geist des Ungehorsams“ und auf die „schamlose Dreistigkeit“ der „wißbegierigen, bildungshungrigen“ Tochter, zurück. Robert gibt die Schuld an den Entwicklungen „libertären Männern“ – gemeint sind sein Freund Dr. Marchand und der von ihm protegierte Maler Bourgweilsdorf –, die in seinem Hause verkehrten. Er bezeichnet sich in diesem Zusammenhang als naiv und der Eifersucht nicht fähig. Robert registrierte wohl, wie Évelines anfängliche „Herzlichkeit“ mit den Jahren in „Überlegenheit, Ironie“, ja „Verachtung“ überging.

### Geneviève
Geneviève sei ein Deckname, gesteht die Schreiberin dieses „einfachen Berichts“ dem Adressaten Gide. Die junge Frau, beim Abschicken dieses Schreibens an den Schriftsteller 34 Jahre alt, steht hinter dem Tagebuch ihrer Mutter, der Schule der Frauen. Geneviève nennt die eigenen Aufzeichnungen „Fortsetzung zum Tagebuch meiner Mutter“.
Der „Herausgeber“ Gide hat die Aufzeichnungen „Geneviève oder Das unvollendete Bekenntnis“ (Geneviève ou La Confidence inachevée) umbenannt. Nur ein einziges Mal – und das auch noch in einem Nebensatz – verrät sich Geneviève: Sie hat einen Sohn. Allerdings wird weder ein Wort über den Vater des Kindes verloren, noch über irgendwelche Umstände der Empfängnis. Von Interesse ist das letztere Thema schon, denn die gesamte Erzählung umkreist den nackten Menschen und die brisante Frage seiner Fortpflanzung. Berichtet doch Geneviève über die Zeit von 1913 bis zum Tode ihrer Mutter, also über ihr 15. bis 18. Lebensjahr: Nach zwei diesbezüglichen Verirrungen – Geneviève fühlt sich nacheinander sexuell von zwei Schulfreundinnen angezogen und muss auf Betreiben ihrer vernünftigen, verständnisvollen Mutter das Mädchen-Gymnasium „aus gesundheitlichen Gründen verlassen“ – nimmt sie Privatunterricht und kommt aus dem Regen in die Traufe. Keinesfalls möchte sich Geneviève einem Manne unterwerfen. Von dem Wunsche beseelt, ein Kind ohne Heirat zu empfangen – auch, um den Vater zu demütigen –, fordert sie ihren „Privatdozenten“ Dr. Marchand während des Unterrichts in Medizin, als sie einmal mit ihm unter vier Augen ist, unverhohlen zum Beischlaf auf. Marchand gibt zurück, er liebe seine Ehefrau und könne ihr das keinesfalls antun (die Ehe ist kinderlos). Geneviève, immer wissensdurstig, immer das Gegenüber insistierend, kann das nicht auf sich beruhen lassen. So sucht sie die Mutter kurz vor deren Tode im Herbst 1916 in dem Lazarett auf und stellt diese zur Rede. Als Geneviève indirekt der Mutter gegenüber vermutet, Marchand wolle kein Kind mit ihr zeugen, weil er ihr Vater sei, widerspricht Éveline nicht.

## Zitat
- „Die am meisten reden sind nicht immer die, die handeln.“[14]

## Rezeption
- „Hier ist hohe Kunst, in der sparsam und mit größter Zurückhaltung auf wenig Seiten die seelische Enttäuschung einer … Frau festgehalten wird, die sich in ihrer Liebe an einen kühlen Streber weggeworfen sieht.“[15]
- Robert ist nach Martin „der traurige Held“ der Trilogie und Éveline, aufrichtig und mutig, wagt die Selbsterkenntnis.[16]
- In seinem Nachwort „Zu Die Schule der Frauen“[17] geht Marty auf die Trilogie im Zusammenhang detailreich und hintergründig ein. Zum Schluss allerdings nehmen Vermutungen zu Gides Erzählabsicht überhand.

## Weiterführung
Jost Schneider sah in Ingeborg Bachmanns Erzählung Ein Schritt nach Gomorrha von 1961 eine Anlehnung an Geneviève, da die Handlung auffällige Parallelen aufweise. In beiden Texten erlebe die Protagonistin „auf Dauer eine Bewusstseinsbefreiung und -erweiterung“, nehme aber trotz des engen Verhältnisses zu einer Frau in der Erzählung keinen generellen Wechsel zu Frauenbeziehungen vor.

## Deutsche Ausgaben
Quelle
- Raimund Theis (Hrsg.), Peter Schnyder (Hrsg.): André Gide: Die Schule der Frauen, S. 87–153, Robert, S. 155–189. Geneviève. S. 191–261. Alle drei aus dem Französischen übertragen von Andrea Spingler. Gesammelte Werke in zwölf Bänden. Band X/4, Deutsche Verlags-Anstalt Stuttgart 1997. 363 Seiten, ISBN 3-421-06470-9

Deutschsprachige Erstausgabe
- André Gide: Die Schule der Frauen. Übersetzt von Käthe Rosenberg. Deutsche Verlags-Anstalt Stuttgart, Berlin, Leipzig 1929. 145 Seiten. Rotes Leinen mit silberner Prägung auf Rücken und Deckel
- André Gide: Robert. Übersetzt von Käthe Rosenberg. Deutsche Verlags-Anstalt Berlin 1930. 74 Seiten. Broschiert mit Rückenverstärkung
- André Gide: Die Schule der Frauen. Robert. Genoveva.[19] Übersetzt von Käthe Rosenberg (Die Schule der Frauen, Robert) und Erich Ploog (Genoveva). Deutsche Verlags-Anstalt Stuttgart 1950. 300 Seiten

Sekundärliteratur
- Renée Lang: André Gide und der deutsche Geist (frz.: André Gide et la Pensée Allemande). Übersetzung: Friedrich Hagen. Deutsche Verlags-Anstalt Stuttgart 1953. 266 Seiten
- Claude Martin: André Gide. Aus dem Französischen übertragen von Ingeborg Esterer. S. 157, 9. Z.v.u. Rowohlt 1963 (Aufl. Juli 1987). 176 Seiten, ISBN 3-499-50089-2